# リチャード・ジョンソン (16世紀の作家)
リチャード・ジョンソン（英語: Richard Johnson、1573年 - 1659年頃）は、イギリスのロマンス作家。彼の経歴について知られていることの全ては、彼の著作内の内的証拠 (Internal evidence) に基づく。それによると、1590年代にロンドンで徒弟をしており、1600年以降は自由市民であったという。

## 作品
ジョンソンの作品で最も有名なのは『キリスト教圏の七勇士の有名な歴史』（The Famous Historie of the Seaven Champions of Christendom, 1596年頃）である。1608年に第2部が、1616年に第3部が追加された。
他には以下の物語がある。
- 『ロンドンの九偉人（英語版）』（Nine Worthies of London, 1592年）
- 『ムーアフィールズ (en:Moorefields) の愉快な散歩』（The Pleasant Walks of Moorefields, 1607年）
- 『ホブソンじいさんの愉快な発想』（The Pleasant Conceites of Old Hobson, 1607年） - 主人公はポールトリー (en:Poultry) の有名な小間物商であった。
- 『リンカンのトム（英語版）の最も愉快な歴史』（The Most Pleasant History of Tom a Lincolne, 1607年）- アーサー王とアンジェリカ（ロンドン伯の娘）のあいだの息子、という設定[2]。
- 『ソールズベリー伯ロバート卿追悼』（A Remembrance of Robert Earle of Salisbury, 1612年）
- Looke on Me, London （1613年）
- 『親指トムの歴史』（The History of Tom Thumbe, 1621年）

『多くの愉快な新しい歌とソネットで示される黄金の薔薇の花冠』（The Crown Garland of Golden Roses set forth in Many Pleasant new Songs and Sonnets, 1612年）は、1842年と1845年にパーシー協会のために再版された。それにはディック・ウィッティントンと彼の猫の物語の現存する最古の活字版が含まれている。